# Municipio de Promised Land (condado de Lawrence)
El municipio de Promised Land (en inglés: Promised Land Township) es un municipio ubicado en el condado de Lawrence en el estado estadounidense de Arkansas. En el año 2010 tenía una población de 425 habitantes y una densidad poblacional de 5,08 personas por km².

## Geografía
El municipio de Promised Land se encuentra ubicado en las coordenadas 35°59′55″N 90°53′0″O / 35.99861, -90.88333. Según la Oficina del Censo de los Estados Unidos, el municipio tiene una superficie total de 83.61 km², de la cual 83,61 km² corresponden a tierra firme y (0 %) 0 km² es agua.

## Demografía
Según el censo de 2010, había 425 personas residiendo en el municipio de Promised Land. La densidad de población era de 5,08 hab./km². De los 425 habitantes, el municipio de Promised Land estaba compuesto por el 97,41 % blancos y el 2,59 % eran de una mezcla de razas. Del total de la población el 0 % eran hispanos o latinos de cualquier raza.